# Robert Filmer

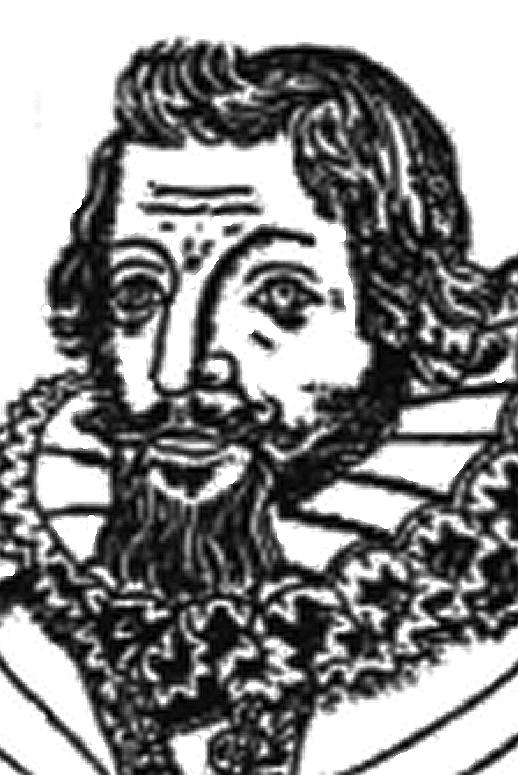
Robert Filmer (1588-1653)

Sir Robert Filmer (ur. 1588, zm. 26 maja 1653) – angielski teoretyk polityczny, według którego najlepszym ustrojem była monarchia absolutna.

## Życiorys
Ojcem Roberta Filmera był Sir Edward Filmer z East Sutton w hrabstwie Kent. Robert studiował w Trinity College w Cambridge, na którym naukę rozpoczął w 1604. Pasowany na rycerza przez króla Karola I został jego gorliwym stronnikiem w sporze z parlamentem o władzę.
Filmer był już człowiekiem w średnim wieku, gdy spory parlamentarzystów z władcą skłoniły go do sięgnięcia za pióro. Bronił boskich praw monarchy. W swoim dziele "Patriarcha, lub przyrodzona władza monarsza" (Patriarcha, or the Natural Power of Kings) z około 1630 roku, lecz wydanego w dopiero po śmierci autora, w 1680 twierdził, że władza monarchy angielskiego wywodzi się z władzy przywódczej patriarchów biblijnych, a pośrednio z władzy jaką Bóg powierzył Adamowi, który zyskał w ten sposób całkowitą kontrolę nad życiem swych następców. Noe miał według Filmera odziedziczyć prerogatywy, a po nim jego trzej synowie (Sem, Cham i Jafet mieli stworzyć władzę monarchiczną na trzech kontynentach Starego Świata (Azja, Afryka, Europa). Ich następcami mieli być królowie. O ich prawie do władzy absolutnej nad poddanymi miały decydować przyrodzone prawa ojcowskie króla nad tłumem.
Filmer miał jak najgorszą opinię o demokracji, twierdził bowiem, że w tak poważanych powszechnie starożytnych Atenach praktykowano "handel sprawiedliwością", zaś Rzym zaczął być rządzony praworządnie dopiero od ustanowienia cesarstwa. Życie w antycznych Atenach i Republice Rzymskiej było, zdaniem Filmera, niewiele warte, ponieważ w każdej chwili niekontrolowany i nieznający żadnej świętości tłum mógł dokonać samosądów.
W piśmie: Freeholders Grand Inquest touching our Sovereign Lord the King and his Parliament (1648), Filmer przyznawał Izbie Lordów jedynie prawo udzielania rad monarsze. Jedynie król był twórcą praw. Filmer uważał za potworność sądzenie władcy przez lud, ponieważ wówczas poddani zyskaliby władzę sądzenia samych siebie, co byłoby sprzeczne z naturalnym porządkiem rzeczy.

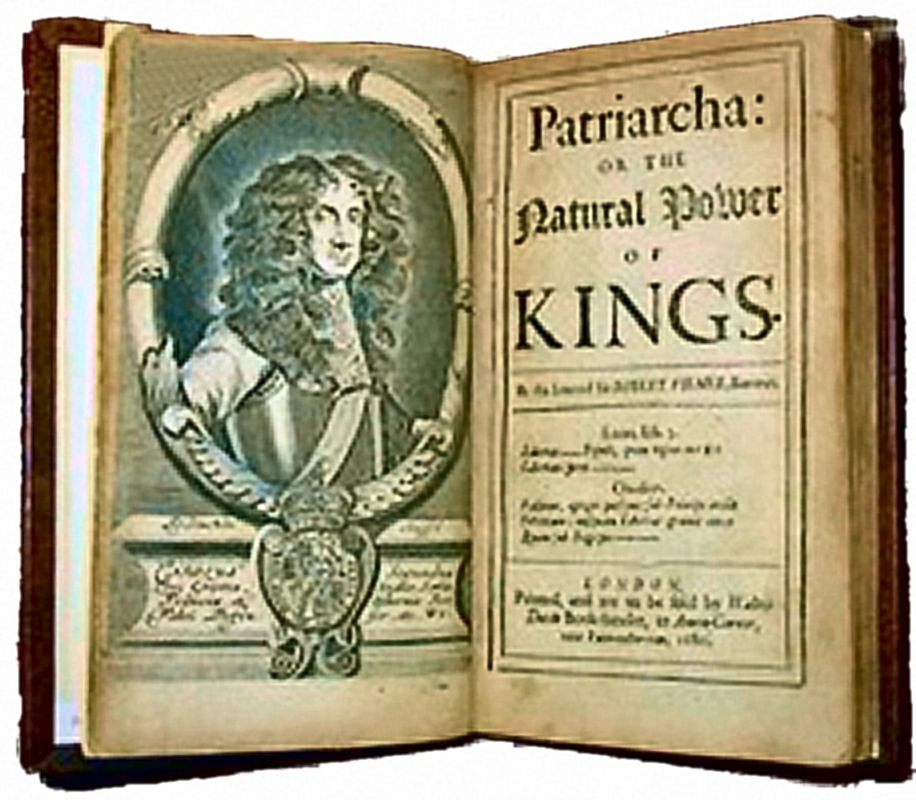
Robert Filmer: Patriarcha, London, 1680

Tezy zawarte w "Patriarsze" były znane londyńczykom jeszcze przed 1680 rokiem dzięki takim pismom Filmera jak: Anarchy of a Limited and Mixed Monarchy ("Anarchia monarchii ograniczonej lub mieszanej") z roku 1648, stanowiącego atak na pisma Philipa Huntona (1604-1682), który bronił praw parlamentu.
John Locke w swych "Traktatach o Rządzie" (1690) atakował wydane w 1680 dzieło Filmera, zauważając, że teza o przekazywaniu władzy począwszy od patriarchów do współczesnych monarchów jest trudna do obronienia, ponieważ prawa pierworodnych wielokrotnie musiały ustępować miejsca wyborom politycznym, gdy np. władzę dziedziczył młodszy książę. Warto dodać, że nie jest to argument nie do obalenia, gdyż Filmer przedstawiał władców jako jedną rodzinę i to miało znaczenie decydujące.
Locke wierzący w teorię pochodzenia władzy od ludu polemizował przede wszystkim z podobnie przedstawiającym genezę państwa i władzy Thomasem Hobbesem, lecz udawał, że jego głównym celem są teorie Filmera. Hobbes był zbyt poważany by bezpośredni atak na niego mógł ujść płazem w oczach opinii społecznej.